# Estadio Sugathadasa
El Estadio Sugathadasa es un estadio de usos múltiples en Colombo, Sri Lanka. Actualmente se utiliza sobre todo para los partidos de fútbol y torneos deportivos. El estadio tiene capacidad para 35.000 personas y tiene un hotel en el lugar. Los Juegos del Sur de Asia de 1991 y 2006 se celebraron en este Estadio. También fue sede de la mayoría de los partidos para la copa Desafío de la AFC en 2010. Los Premios IIFA 2010 también tuvieron lugar aquí. En 2012, el estadio fue sede de la Liga de Fútbol Elite de la India.